# Aspidostemon capuronii
Aspidostemon capuronii är en lagerväxtart som beskrevs av Van der Werff. Aspidostemon capuronii ingår i släktet Aspidostemon och familjen lagerväxter. Inga underarter finns listade i Catalogue of Life.